# Литвиновский район
Литвиновский район Ростовской области — административно-территориальная единица в составе Ростовской области РСФСР, существовавшая с 1934 по 1959 годы. Административный центр — село Литвиновка.

## История

### Литвиновский сельсовет
В соответствии с Постановлением СНК от 23 марта 1920 года, ВЦИК от 26 апреля 1920 года и ВУЦИК от 16 апреля 1920 года — на Украине была образована Донецкая губерния, в состав которой была передана станица Усть-Белокалитвенская.
В соответствии с постановлением Президиума Всеукраинского ЦИК от 7 марта 1923 года «Об административно-территориальном делении Донецкой губернии» были образованы Усть-Белокалитвенский и Ленинский район Шахтинского округа. В Ленинском районе значились 20 населенных пунктов, Ленинский райисполком и 12 сельсоветов: Голо-Калитвенский, Демишевский, Дубовой, Карпово-Обрывский, Комиссаровский, Кононовский, Корсунский, Крутинский, Литвиновский, Масловский, Погореловский, Рудаковский.
В 1925 году Ленинский район был упразднен, его территория в основном вошла в состав Усть-Белокалитвенского района,
который входил в состав Шахтинского округа Северо-Кавказского края. В районе значился Литвиновский сельсовет. После переименования в октябре 1925 года Шахтинского округа в Шахтинско-Донецкий — Усть-Белокалитвенский район вошел в состав Шахтинско-Донецкого округа. По переписи 1926 года в район входил Литвиновский сельсовет.
На 10 августа 1930 года Литвиновский сельсовет значился в Усть-Белокалитвенском районе. В августе 1930 года Усть-Белокалитвенский район вошел в состав Северо-Кавказского края и стал подчиняться непосредственно крайисполкому. Постановлением Президиума ВЦИК от 20 августа 1931 года Усть-Белокалитвенский район был упразднен. Его территория присоединена к Шахтинскому району.

### Литвиновский район
10 января 1934 года Северо-Кавказский край был разделен на Азово-Черноморский край с центром в г. Ростове-на-Дону и Северо-Кавказский край с центром в г. Пятигорске. Постановлением бюро крайкома ВКП(б) и Азово-Черноморского крайисполкома от 8 октября 1934 года на территории Каменского и Тацинского районов Северо-Донского округа был образован Белокалитвенский район с центром в станице Белая Калитва. На основании постановления Президиума ВЦИК РСФСР и постановления президиума Азово-Черноморского крайисполкома от 28 декабря 1934 года о разукрупнении районов Азово-Черноморского края — Белокалитвенский район был включен в состав Северо-Донского округа. В соответствии с этим же постановлением был образован Литвиновский район с центром в с. Кононово. В состав Литвиновского района были переданы сельсоветы: Голово-Калитвенский, Демишевский, Дубовский, Ильинский, Кононовский, Корсунский, Литвиновский, Ленинский, Проциково-Березовский, Рудаковский.
13 сентября 1937 года Литвиновский район (с центром в с. Литвиновка) вошел в состав Ростовской области. В районе значились сельсоветы: Головский (Голово-Калитвенский), Демишовский, Ильинский, Кононовский, Корсунский, Ленинский, Литвиновский, Проциков-Березовский, Рудаковский.
Указом Президиума Верховного Совета СССР от 6 января 1954 года из Ростовской области была выделена Каменская область (с центром в г. Каменск-Шахтинский). Территории Белокалитвенского и Литвиновского районов вошли в состав Каменской области. В соответствии с Указом Президиума Верховного Совета РСФСР от 19 ноября 1957 года Каменская область упраздняется. Белокалитвенский и Литвиновский районы входят в состав Ростовской области.
В июне 1959 года упраздняется Литвиновский район, его территория присоединяется к Белокалитвенскому району.